# Frank Dyson
Frank Watson Dyson (8. ledna 1868 – 25. května 1939) byl anglický astronom a královský astronom, který hrál roli při prokazování Einsteinovy obecné relativity.

## Život
Narodil se v Meashamu nedaleko Ashby-de-la Zouch v hrabství Leicestershire. Jeho rodina se brzy přestěhovala do Yorkshire, kde navštěvoval gymnázium a poté Bradfor Grammar School. Následně získal stipendium a začal studova na Trinity College na univerzitě v Cambridgi, kde studoval matematiku a astronomii.
V roce 1894 získal post asistenta na Greenwichské observatoři, kde pracoval na astrografickém katalogu Carte du Ciel, publikovaném v roce 1905. V letech 1905 - 1910 byl skotským královským astronomem a ředitelem Greenwichské observatoře, potom od roku 1910 do roku [[1933]] královským astronomem. V roce 1928 představil nové kyvadlové hodiny, v té době nejpřesnější hodiny na světě a konal pravidelné bezdrátové přenosy z bezdrátové stanice v Rugby. Několik let byl předsedou britského hodinářského svazu a získal zlatou medaili tohoto svazu v roce 1928.
Dyson studoval zatmění Slunce, zejména spektrum koróny a chromosféry. Zorganizoval expedici v roce 1919 do Sobralu v Brazílii, aby ověřil ohyb paprsků vzdálených hvězd v gravitačním poli Slunce. Druhá skupina byla na Princově ostrově u západního pobřeží Afriky. Toto pozorování přineslo první důkaz ve prospěch obecné teorie relativity.
Zemřel na lodi při cestě z Austrálie do Anglie v roce 1939 a byl pohřben do moře.

## Ocenění
V roce 1915 byl povýšen do rytířského stavu. Roku 1922 obdržel medaili Catheriny Bruceové a o tři roky později Zlatou medaili Královské astronomické společnosti. V roce 1926 získal Řád britského impéria.
Jmenuje se po něm kráter na Měsíci a asteroid (1241) Dysona.

## Osobní život
V roce 1894 se oženil s Carolyn Bessette, s níž měl dva syny a šest dcer.